# Municipio de Lincoln (condado de Clay)
El municipio de Lincoln (en inglés: Lincoln Township) es un municipio ubicado en el condado de Clay en el estado estadounidense de Iowa. En el año 2010 tenía una población de 258 habitantes y una densidad poblacional de 2,74 personas por km².

## Geografía
El municipio de Lincoln se encuentra ubicado en las coordenadas 43°2′23″N 95°12′38″O / 43.03972, -95.21056. Según la Oficina del Censo de los Estados Unidos, el municipio tiene una superficie total de 94.06 km², de la cual 94,06 km² corresponden a tierra firme y (0 %) 0 km² es agua.

## Demografía
Según el censo de 2010, había 258 personas residiendo en el municipio de Lincoln. La densidad de población era de 2,74 hab./km². De los 258 habitantes, el municipio de Lincoln estaba compuesto por el 95,74 % blancos, el 0,39 % eran asiáticos, el 1,94 % eran de otras razas y el 1,94 % eran de una mezcla de razas. Del total de la población el 3,49 % eran hispanos o latinos de cualquier raza.